# Katina (sziget)
Katina (olaszul: Catena) egy lakatlan sziget az Adriai-tengerben, Horvátországban. 

## Fekvése
Katina a Telaščica-öböl bejáratánál található, a Dugi Otok (északon) és a Kornati-szigetek (délen) között. Katinát a 100 méter széles és alig 2 méter mély Mala Proversa-csatorna választja el Dugi Otoktól. A sziget déli oldalán található körülbelül 500 méter széles és hajózásra alkalmas Vela Proversa-csatorna pedig a Kornati szigetektől választja el. A sziget a Telašćica Természetvédelmi Park része.
A sziget 1,3 km hosszú és 1,1 km széles. Területe 1,12 km². A partvonal hossza 7,107 km, de csak a déli oldala tagolt. A legmagasabb csúcs, a Velki vrh, 117 m tengerszint feletti magasságban van. A sziget krétai mészkőből épül fel.
A Katinát övező szomszédos szigetecskék:
Északkeleten Gornja Aba, keleten Buč Veli és Buč Mali, valamint a Katinica nevű kis szikla, délen, a kikötőtől délre Aba Donja, nyugaton pedig a Školjić nevű kis szikla.

## Fordítás
Ez a szócikk részben vagy egészben  a   Katina című horvát Wikipédia-szócikk ezen változatának fordításán alapul.  Az eredeti cikk szerkesztőit annak laptörténete sorolja fel. Ez a jelzés csupán a megfogalmazás eredetét és a szerzői jogokat jelzi, nem szolgál a cikkben szereplő információk forrásmegjelöléseként.